# Lengyelország a 2018. évi téli olimpiai játékokon
Lengyelország a dél-koreai Phjongcshangban megrendezett 2018. évi téli olimpiai játékok egyik részt vevő nemzete volt. Az országot az olimpián 12 sportágban 62 sportoló képviselte, akik összesen 2 érmet szereztek.

## Érmesek
| Érem  | Versenyző                                            | Sportág | Versenyszám            |
| ----- | ---------------------------------------------------- | ------- | ---------------------- |
| Arany | Kamil Stoch                                          | Síugrás | Férfi egyéni, nagysánc |
| Bronz | Maciej Kot Stefan Hula Jr. Dawid Kubacki Kamil Stoch | Síugrás | Férfi csapatverseny    |

## Alpesisí
Férfi
| Versenyző       | Versenyszám            | 1. futam | 1. futam | 2. futam      | 2. futam      | Összesítés    | Összesítés    |
| Versenyző       | Versenyszám            | Idő      | Hely.    | Idő           | Hely.         | Idő           | Helyezés      |
| --------------- | ---------------------- | -------- | -------- | ------------- | ------------- | ------------- | ------------- |
| Michał Jasiczek | Műlesiklás             | 51,64    | 30.      | nem ért célba | nem ért célba | kiesett       | kiesett       |
| Michał Kłusak   | Lesiklás               |          |          |               |               | 1:45,42       | 42.           |
| Michał Kłusak   | Szuperóriás-műlesiklás |          |          |               |               | nem ért célba | nem ért célba |

| Versenyző     | Versenyszám | Lesiklás | Lesiklás | Műlesiklás    | Műlesiklás    | Összesítés | Összesítés |
| Versenyző     | Versenyszám | Idő      | Hely.    | Idő           | Hely.         | Idő        | Helyezés   |
| ------------- | ----------- | -------- | -------- | ------------- | ------------- | ---------- | ---------- |
| Michał Kłusak | Összetett   | 1:22,64  | 46.      | nem ért célba | nem ért célba | kiesett    | kiesett    |

Női
| Versenyző               | Versenyszám            | 1. futam | 1. futam | 2. futam | 2. futam | Összesítés | Összesítés |
| Versenyző               | Versenyszám            | Idő      | Hely.    | Idő      | Hely.    | Idő        | Helyezés   |
| ----------------------- | ---------------------- | -------- | -------- | -------- | -------- | ---------- | ---------- |
| Maryna Gąsienica-Daniel | Lesiklás               |          |          |          |          | 1:43,30    | 24.        |
| Maryna Gąsienica-Daniel | Szuperóriás-műlesiklás |          |          |          |          | 1:23,21    | 26.        |
| Maryna Gąsienica-Daniel | Óriás-műlesiklás       | 1:13,89  | 24.      | 1:11,80  | 28.      | 2:25,69    | 27.        |

| Versenyző               | Versenyszám | Lesiklás | Lesiklás | Műlesiklás | Műlesiklás | Összesítés | Összesítés |
| Versenyző               | Versenyszám | Idő      | Hely.    | Idő        | Hely.      | Idő        | Helyezés   |
| ----------------------- | ----------- | -------- | -------- | ---------- | ---------- | ---------- | ---------- |
| Maryna Gąsienica-Daniel | Összetett   | 1:44,35  | 19.      | 42,84      | 13.        | 2:27,19    | 16.        |

## Biatlon
Férfi
| Versenyző              | Versenyszám            | Időeredmény | Lövőhiba    | Helyezés |
| ---------------------- | ---------------------- | ----------- | ----------- | -------- |
| Grzegorz Guzik         | 10 km sprint           | 25:52,2     | 2 (0+2)     | 59.      |
| Grzegorz Guzik         | 12,5 km üldözőverseny  | 39:07,3     | 6 (2+1+2+1) | 56.      |
| Grzegorz Guzik         | 20 km egyéni indításos | 51:51,8     | 2 (0+0+1+1) | 33.      |
| Andrzej Nędza-Kubiniec | 10 km sprint           | 25:59,2     | 2 (2+0)     | 67.      |
| Andrzej Nędza-Kubiniec | 20 km egyéni indításos | 55:39,9     | 5 (2+1+1+1) | 79.      |

Női
| Versenyző                                                           | Versenyszám            | Időeredmény | Lövőhiba    | Helyezés |
| ------------------------------------------------------------------- | ---------------------- | ----------- | ----------- | -------- |
| Magdalena Gwizdoń                                                   | 7,5 km sprint          | 23:35,7     | 3 (0+3)     | 56.      |
| Magdalena Gwizdoń                                                   | 10 km üldözőverseny    | 36:07,0     | 5 (1+2+2+0) | 49.      |
| Magdalena Gwizdoń                                                   | 15 km egyéni indításos | 51:49,7     | 8 (1+2+3+2) | 83.      |
| Krystyna Guzik                                                      | 7,5 km sprint          | 22:43,3     | 1 (1+0)     | 28.      |
| Krystyna Guzik                                                      | 10 km üldözőverseny    | 34:24,3     | 4 (1+1+1+1) | 36.      |
| Krystyna Guzik                                                      | 15 km egyéni indításos | 46:49,5     | 4 (1+0+2+1) | 52.      |
| Monika Hojnisz                                                      | 7,5 km sprint          | 23:20,6     | 3 (1+2)     | 45.      |
| Monika Hojnisz                                                      | 10 km üldözőverseny    | 35:05,6     | 4 (1+1+2+0) | 43.      |
| Monika Hojnisz                                                      | 15 km egyéni indításos | 43:02,0     | 1 (0+1+0+0) | 6.       |
| Monika Hojnisz                                                      | 12,5 km tömegrajtos    | 36:59,2     | 0 (0+0+0+0) | 15.      |
| Weronika Nowakowska                                                 | 7,5 km sprint          | 23:03,2     | 2 (1+1)     | 34.      |
| Weronika Nowakowska                                                 | 10 km üldözőverseny    | 33:46,2     | 2 (0+1+1+0) | 30.      |
| Weronika Nowakowska                                                 | 15 km egyéni indításos | 44:34,6     | 2 (0+0+0+2) | 21.      |
| Krystyna Guzik Magdalena Gwizdoń Monika Hojnisz Weronika Nowakowska | 4 × 6 km váltó         | 1:12:47,0   | 15 (8+7)    | 7.       |

Vegyes
| Versenyző                                                          | Versenyszám  | Időeredmény | Lövőhiba | Helyezés |
| ------------------------------------------------------------------ | ------------ | ----------- | -------- | -------- |
| Grzegorz Guzik Andrzej Nędza-Kubiniec Magdalena Gwizdoń Kamila Żuk | Vegyes váltó | 1:12:17,9   | 8 (4+4)  | 16.      |

## Bob
Férfi
| Versenyző                                                        | Versenyszám | 1. futam | 1. futam | 2. futam | 2. futam | 3. futam | 3. futam | 4. futam | 4. futam | Összesítés | Összesítés |
| Versenyző                                                        | Versenyszám | Idő      | Hely.    | Idő      | Hely.    | Idő      | Hely.    | Idő      | Hely.    | Idő        | Helyezés   |
| ---------------------------------------------------------------- | ----------- | -------- | -------- | -------- | -------- | -------- | -------- | -------- | -------- | ---------- | ---------- |
| Mateusz Luty* Krzysztof Tylkowski                                | Kettes      | 49,87    | 21.      | 50,10    | 23.      | 49,92    | 24.      | kiesett  | kiesett  | 2:29,89    | 24.        |
| Mateusz Luty* Grzegorz Kossakowski Łukasz Miedzik Arnold Zdebiak | Négyes      | 49,04    | 7.       | 49,59    | 18.      | 49,46    | 12.      | 49,80    | 17.      | 3:17,89    | 13.        |

* – a bob vezetője

## Északi összetett
| Versenyző                                                     | Versenyszám        | Síugrás | Síugrás | Síugrás | Síugrás    | Sífutás        | Összesítés     | Összesítés     |
| Versenyző                                                     | Versenyszám        | Táv     | Pont    | Hely.   | Időhátrány | Idő            | Idő            | Helyezés       |
| ------------------------------------------------------------- | ------------------ | ------- | ------- | ------- | ---------- | -------------- | -------------- | -------------- |
| Adam Cieślar                                                  | Normálsánc + 10 km | 81,0    | 68,7    | 44.     | +4:08      | 25:30,7        | 29:38,7        | 42.            |
| Adam Cieślar                                                  | Nagysánc + 10 km   | 119,0   | 89,8    | 33.     | +3:16      | 24:07,4        | 27:23,4        | 33.            |
| Szczepan Kupczak                                              | Normálsánc + 10 km | 97,0    | 96,8    | 20.     | +2:15      | 26:47,6        | 29:02,6        | 39.            |
| Szczepan Kupczak                                              | Nagysánc + 10 km   | 129,0   | 122,1   | 12.     | +1:07      | 25:34,3        | 26:41,3        | 25.            |
| Wojciech Marusarz                                             | Normálsánc + 10 km | 79,5    | 61,3    | 45.     | +4:37      | 26:50,5        | 31:27,5        | 47.            |
| Wojciech Marusarz                                             | Nagysánc + 10 km   | 114,0   | 82,3    | 39.     | +3:46      | nem fejezte be | nem fejezte be | nem fejezte be |
| Paweł Słowiok                                                 | Normálsánc + 10 km | 92,5    | 88,3    | 32.     | +2:49      | 24:37,6        | 27:26,6        | 22.            |
| Paweł Słowiok                                                 | Nagysánc + 10 km   | 119,5   | 93,2    | 32.     | +3:03      | 24:13,3        | 27:16,3        | 29.            |
| Adam Cieślar Szczepan Kupczak Wojciech Marusarz Paweł Słowiok | Csapat             | 472,5   | 337,2   | 8.      | +2:56      | 48:28,8        | 51:24,8        | 9.             |

## Gyorskorcsolya
Férfi
| Versenyző           | Versenyszám | Eredmény | Helyezés |
| ------------------- | ----------- | -------- | -------- |
| Zbigniew Bródka     | 1500 m      | 1:46,31  | 12.      |
| Sebastian Klosinski | 1000 m      | 1:09,59  | 17.      |
| Piotr Michalski     | 500 m       | 35,64    | 33.      |
| Piotr Michalski     | 1000 m      | 1:10,17  | 31.      |
| Konrad Niedźwiedzki | 1000 m      | 1:10,026 | 23.      |
| Konrad Niedźwiedzki | 1500 m      | 1:47,07  | 20.      |
| Artur Nogal         | 500 m       | 58,71    | 36.      |
| Jan Szymański       | 1500 m      | 1:46,48  | 16.      |
| Artur Waś           | 500 m       | 35,02    | 13.      |
| Adrian Wielgat      | 5000 m      | 6:31,71  | 22.      |

Női
| Versenyző                | Versenyszám | Eredmény | Helyezés |
| ------------------------ | ----------- | -------- | -------- |
| Katarzyna Bachleda-Curuś | 1500 m      | 1:58,53  | 13.      |
| Katarzyna Bachleda-Curuś | 3000 m      | 4:12,57  | 17.      |
| Karolina Bosiek          | 1000 m      | 1:18,53  | 29.      |
| Karolina Bosiek          | 3000 m      | 4:12,44  | 16.      |
| Natalia Czerwonka        | 1000 m      | 1:15,77  | 12.      |
| Natalia Czerwonka        | 1500 m      | 1:57,85  | 9.       |
| Luiza Złotkowska         | 1500 m      | 1:58,99  | 17.      |
| Luiza Złotkowska         | 3000 m      | 4:09,69  | 14.      |
| Kaja Ziomek              | 500 m       | 39,26    | 25.      |

Tömegrajtos
| Versenyző           | Versenyszám | Elődöntő | Elődöntő | Elődöntő | Döntő   | Döntő   | Döntő    |
| Versenyző           | Versenyszám | Pont     | Idő      | Hely.    | Pont    | Idő     | Helyezés |
| ------------------- | ----------- | -------- | -------- | -------- | ------- | ------- | -------- |
| Konrad Niedźwiedzki | Férfi       | 1        | 8:24,73  | 10.      | kiesett | kiesett | kiesett  |
| Magdalena Czyszczoń | Női         | 0        | 8:56,66  | 11.      | kiesett | kiesett | kiesett  |
| Luiza Złotkowska    | Női         | 3        | 9:08,41  | 8.       | 1       | 8:47,34 | 9.       |

Csapatverseny
| Versenyző                                                                   | Versenyszám | Negyeddöntő                        | Negyeddöntő | Elődöntő     | Elődöntő | Döntő                                  | Döntő    | Döntő |
| Versenyző                                                                   | Versenyszám | Ellenfél Idő                       | Hely.       | Ellenfél Idő | Hely.    | Ellenfél Idő                           | Helyezés |       |
| --------------------------------------------------------------------------- | ----------- | ---------------------------------- | ----------- | ------------ | -------- | -------------------------------------- | -------- | ----- |
| Katarzyna Bachleda-Curuś Karolina Bosiek Natalia Czerwonka Luiza Złotkowska | Női         | Egyesült Államok (USA) · V 3:04,80 | 8.          |              |          | D döntő · Dél-Korea (KOR) · Gy 3:03,11 | 7.       |       |

## Műkorcsolya
| Versenyző                         | Versenyszám | Rövid program | Rövid program | Kűr   | Kűr   | Összesítés | Összesítés |
| Versenyző                         | Versenyszám | Pont          | Hely.         | Pont  | Hely. | Pont       | Helyezés   |
| --------------------------------- | ----------- | ------------- | ------------- | ----- | ----- | ---------- | ---------- |
| Natalia Kaliszek Maksym Spodyriev | Jégtánc     | 66,06         | 14.           | 95,29 | 15.   | 161,35     | 14.        |

## Rövidpályás gyorskorcsolya
Férfi
| Versenyző       | Versenyszám | Előfutam | Előfutam | Negyeddöntő | Negyeddöntő | Elődöntő | Elődöntő | B döntő | B döntő | Döntő   | Döntő   | Helyezés |
| Versenyző       | Versenyszám | Idő      | Hely.    | Idő         | Hely.       | Idő      | Hely.    | Idő     | Hely.   | Idő     | Hely.   | Helyezés |
| --------------- | ----------- | -------- | -------- | ----------- | ----------- | -------- | -------- | ------- | ------- | ------- | ------- | -------- |
| Bartosz Konopko | 500 m       | 41,039   | 2.       | 1:10,996    | 5.          | kiesett  | kiesett  | kiesett | kiesett | kiesett | kiesett | 17.      |

Női
| Versenyző            | Versenyszám | Előfutam | Előfutam | Negyeddöntő | Negyeddöntő | Elődöntő | Elődöntő | B döntő | B döntő | Döntő   | Döntő   | Helyezés |
| Versenyző            | Versenyszám | Idő      | Hely.    | Idő         | Hely.       | Idő      | Hely.    | Idő     | Hely.   | Idő     | Hely.   | Helyezés |
| -------------------- | ----------- | -------- | -------- | ----------- | ----------- | -------- | -------- | ------- | ------- | ------- | ------- | -------- |
| Natalia Maliszewska  | 500 m       | 43,725   | 2.       | 43,384      | 3.          | kiesett  | kiesett  | kiesett | kiesett | kiesett | kiesett | 11.      |
| Magdalena Warakomska | 500 m       | 44,311   | 4.       | kiesett     | kiesett     | kiesett  | kiesett  | kiesett | kiesett | kiesett | kiesett | 28.      |
| Magdalena Warakomska | 1000 m      | 1:31,259 | 2.       | 1:31,698    | 3.          | kiesett  | kiesett  | kiesett | kiesett | kiesett | kiesett | 12.      |
| Magdalena Warakomska | 1500 m      | 2:23,693 | 4.       |             |             | kiesett  | kiesett  | kiesett | kiesett | kiesett | kiesett | 20.      |

## Síakrobatika
Krossz
| Versenyző                 | Versenyszám | Selejtező  | Selejtező  | Nyolcaddöntő | Negyeddöntő | Elődöntő | Döntő    | Helyezés |
| Versenyző                 | Versenyszám | Idő        | Hely.      | Helyezés     | Helyezés    | Helyezés | Helyezés | Helyezés |
| ------------------------- | ----------- | ---------- | ---------- | ------------ | ----------- | -------- | -------- | -------- |
| Karolina Riemen-Żerebecka | Női         | nem indult | nem indult | kiesett      | kiesett     | kiesett  | kiesett  | –        |

## Sífutás
Távolsági
Férfi
| Versenyző      | Versenyszám | Klasszikus | Klasszikus | Szabad  | Szabad | Összesen  | Összesen |
| Versenyző      | Versenyszám | Idő        | Hely.      | Idő     | Hely.  | Idő       | Helyezés |
| -------------- | ----------- | ---------- | ---------- | ------- | ------ | --------- | -------- |
| Dominik Bury   | 15 km       |            |            |         |        | 36:11,1   | 31.      |
| Dominik Bury   | 30 km       | 21:38,9    | 59.        | 38:44,4 | 51.    | 1:23:20,3 | 49.      |
| Kamil Bury     | 15 km       |            |            |         |        | 38:38,7   | 74.      |
| Maciej Staręga | 15 km       |            |            |         |        | 38:58,9   | 78.      |

Női
| Versenyző                                                           | Versenyszám    | Klasszikus | Klasszikus | Szabad  | Szabad | Összesen  | Összesen |
| Versenyző                                                           | Versenyszám    | Idő        | Hely.      | Idő     | Hely.  | Idő       | Helyezés |
| ------------------------------------------------------------------- | -------------- | ---------- | ---------- | ------- | ------ | --------- | -------- |
| Martyna Galewicz                                                    | 10 km          |            |            |         |        | 29:23,3   | 64.      |
| Martyna Galewicz                                                    | 15 km          | 24:06,4    | 42.        | 20:44,9 | 34.    | 44:51,3   | 41.      |
| Sylwia Jaśkowiec                                                    | 10 km          |            |            |         |        | 27:21,5   | 24.      |
| Sylwia Jaśkowiec                                                    | 15 km          | 23:22,5    | 31.        | 20:33,8 | 29.    | 43:56,3   | 30.      |
| Justyna Kowalczyk                                                   | 15 km          | 22:01,1    | 13.        | 20:29,7 | 25.    | 42:30,8   | 17.      |
| Justyna Kowalczyk                                                   | 30 km          |            |            |         |        | 1:27:21,8 | 14.      |
| Ewelina Marcisz                                                     | 10 km          |            |            |         |        | 28:10,0   | 42.      |
| Ewelina Marcisz                                                     | 15 km          | 23:21,9    | 30.        | 20:34,8 | 30.    | 43:56,7   | 31.      |
| Martyna Galewicz Sylwia Jaśkowiec Justyna Kowalczyk Ewelina Marcisz | 4 × 5 km váltó |            |            |         |        | 54:30,9   | 10.      |

Sprint
| Versenyző                          | Versenyszám         | Selejtező | Selejtező | Negyeddöntő | Negyeddöntő | Elődöntő | Elődöntő | Döntő    | Helyezés |
| Versenyző                          | Versenyszám         | Idő       | Hely.     | Idő         | Hely.       | Idő      | Hely.    | Idő      | Helyezés |
| ---------------------------------- | ------------------- | --------- | --------- | ----------- | ----------- | -------- | -------- | -------- | -------- |
| Kamil Bury                         | Férfi egyéni sprint | 3:17,15   | 27.       | 3:25,79     | 6.          | kiesett  | kiesett  | kiesett  | 29.      |
| Maciej Staręga                     | Férfi egyéni sprint | 3:19,42   | 36.       | kiesett     | kiesett     | kiesett  | kiesett  | kiesett  | 36.      |
| Kamil Bury Maciej Staręga          | Férfi csapatsprint  |           |           |             |             | 16:21,83 | 7.       | kiesett  | 13.      |
| Sylwia Jaśkowiec                   | Női egyéni sprint   | 3:27,94   | 37.       | kiesett     | kiesett     | kiesett  | kiesett  | kiesett  | 37.      |
| Justyna Kowalczyk                  | Női egyéni sprint   | 3:20,00   | 22.       | 3:17,47     | 5.          | kiesett  | kiesett  | kiesett  | 22.      |
| Ewelina Marcisz                    | Női egyéni sprint   | 3:28,11   | 38.       | kiesett     | kiesett     | kiesett  | kiesett  | kiesett  | 38.      |
| Sylwia Jaśkowiec Justyna Kowalczyk | Női csapatsprint    |           |           |             |             | 16:35,19 | 5.       | 16:32,48 | 7.       |

## Síugrás
Férfi
| Versenyző                                        | Versenyszám   | Selejtező | Selejtező | Selejtező | 1. ugrás | 1. ugrás | 1. ugrás | 2. ugrás | 2. ugrás | 2. ugrás | Összesítés | Összesítés |
| Versenyző                                        | Versenyszám   | Táv       | Pont      | Hely.     | Táv      | Pont     | Hely.    | Táv      | Pont     | Hely.    | Pont       | Helyezés   |
| ------------------------------------------------ | ------------- | --------- | --------- | --------- | -------- | -------- | -------- | -------- | -------- | -------- | ---------- | ---------- |
| Stefan Hula                                      | Normálsánc    | 100,5     | 122,7     | 9.        | 111,0    | 131,8    | 1.       | 105,5    | 117,0    | 11.      | 248,8      | 5.         |
| Stefan Hula                                      | Nagysánc      | 127,0     | 110,4     | 18.       | 132,0    | 131,2    | 12.      | 129,5    | 122,2    | 16.      | 253,4      | 15.        |
| Maciej Kot                                       | Normálsánc    | 99,0      | 122,0     | 11.       | 99,0     | 109,6    | 20.      | 102,0    | 107,4    | 19.      | 217,0      | 19.        |
| Maciej Kot                                       | Nagysánc      | 138,0     | 124,8     | 8.        | 128,5    | 124,2    | 17.      | 129,5    | 120,4    | 18.      | 244,6      | 19.        |
| Dawid Kubacki                                    | Normálsánc    | 104,5     | 129,6     | 3.        | 88,0     | 92,0     | 35.      | kiesett  | kiesett  | kiesett  | kiesett    | kiesett    |
| Dawid Kubacki                                    | Nagysánc      | 127,0     | 114,7     | 14.       | 134,5    | 137,4    | 5.       | 126,0    | 120,6    | 17.      | 258,0      | =10.       |
| Kamil Stoch                                      | Normálsánc    | 104,0     | 131,7     | 2.        | 106,5    | 125,9    | 2.       | 105,5    | 123,4    | 6.       | 249,3      | 4.         |
| Kamil Stoch                                      | Nagysánc      | 131,5     | 125,6     | 7.        | 135,0    | 143,8    | 1.       | 136,5    | 141,9    | 3        | 285,7      |            |
| Maciej Kot Stefan Hula Dawid Kubacki Kamil Stoch | Csapatverseny |           |           |           | 537,0    | 540,9    | 3.       | 536,0    | 531,5    | 3.       | 1072,4     |            |

## Snowboard
Parallel giant slalom
| Versenyző          | Versenyszám | Selejtező | Selejtező | Nyolcaddöntő                   | Negyeddöntő       | Elődöntő          | Döntő             | Helyezés |
| Versenyző          | Versenyszám | Idő       | Hely.     | Ellenfél Eredmény              | Ellenfél Eredmény | Ellenfél Eredmény | Ellenfél Eredmény | Helyezés |
| ------------------ | ----------- | --------- | --------- | ------------------------------ | ----------------- | ----------------- | ----------------- | -------- |
| Oskar Kwiatkowski  | Férfi       | 1:25,72   | 13.       | Sylvain Dufour (FRA) · V +0,10 | kiesett           | kiesett           | kiesett           | 13.      |
| Weronika Biela     | Női         | 1:35,92   | 24.       | kiesett                        | kiesett           | kiesett           | kiesett           | 24.      |
| Aleksandra Król    | Női         | 1:33,13   | 10.       | Julie Zogg (SUI) · V +0,70     | kiesett           | kiesett           | kiesett           | 11.      |
| Karolina Sztokfisz | Női         | kizárták  | kizárták  | kiesett                        | kiesett           | kiesett           | kiesett           | 29.      |

Snowboard cross
| Versenyző       | Versenyszám | Selejtező | Selejtező | Selejtező | Selejtező | Selejtező     | Selejtező | Nyolcaddöntő | Negyeddöntő | Elődöntő | Döntő    | Helyezés |
| Versenyző       | Versenyszám | 1. futam  | 1. futam  | 2. futam  | 2. futam  | Jobb eredmény | Kiemelés  | Nyolcaddöntő | Negyeddöntő | Elődöntő | Döntő    | Helyezés |
| Versenyző       | Versenyszám | Idő       | Hely.     | Idő       | Hely.     | Jobb eredmény | Kiemelés  | Helyezés     | Helyezés    | Helyezés | Helyezés | Helyezés |
| --------------- | ----------- | --------- | --------- | --------- | --------- | ------------- | --------- | ------------ | ----------- | -------- | -------- | -------- |
| Mateusz Ligocki | Férfi       | 1:19,48   | 37.       | 1:19,22   | 13.       | 1:19,22       | 39.       | 3.           | 5.          | kiesett  | kiesett  | 20.      |
| Zuzanna Smykała | Női         | 1:23,41   | 22.       | 1:23,44   | 9.        | 1:23,41       | 23.       |              | 5.          | kiesett  | kiesett  | 20.      |

## Szánkó
| Versenyző                             | Versenyszám | 1. futam | 1. futam | 2. futam | 2. futam | 3. futam | 3. futam | 4. futam | 4. futam | Összesítés | Összesítés |
| Versenyző                             | Versenyszám | Idő      | Hely.    | Idő      | Hely.    | Idő      | Hely.    | Idő      | Hely.    | Idő        | Helyezés   |
| ------------------------------------- | ----------- | -------- | -------- | -------- | -------- | -------- | -------- | -------- | -------- | ---------- | ---------- |
| Maciej Kurowski                       | Férfi egyes | 48,103   | 18.      | 48,467   | 24.      | 48,158   | 22.      | 47,885   | 16.      | 3:12,613   | 19.        |
| Mateusz Sochowicz                     | Férfi egyes | 49,047   | 26.      | 48,203   | 19.      | 48,930   | 31.      | kiesett  | kiesett  | 2:26,180   | 27.        |
| Wojciech Chmielewski Jakub Kowalewski | Kettes      | 46,609   | 13.      | 46,478   | 14.      |          |          |          |          | 1:33,087   | 12.        |
| Ewa Kuls-Kusyk                        | Női egyes   | 47,037   | 20.      | 46,933   | 22.      | 47,212   | 19.      | kiesett  | kiesett  | 2:21,182   | 20.        |
| Natalia Wojtuściszyn                  | Női egyes   | 49,133   | 29.      | 46,736   | 17.      | 47,290   | 17.      | kiesett  | kiesett  | 2:23,159   | 25.        |

| Versenyző                                                            | Versenyszám  | 1. futam | 1. futam | 2. futam | 2. futam | 3. futam | 3. futam | Összesítés | Összesítés |
| Versenyző                                                            | Versenyszám  | Idő      | Hely.    | Idő      | Hely.    | Idő      | Hely.    | Idő        | Helyezés   |
| -------------------------------------------------------------------- | ------------ | -------- | -------- | -------- | -------- | -------- | -------- | ---------- | ---------- |
| Ewa Kuls-Kusyk Maciej Kurowski Wojciech Chmielewski Jakub Kowalewski | Vegyes váltó | 47,711   | 10.      | 49,134   | 8.       | 49,568   | 9.       | 2:26,413   | 8.         |